# Myszewo
Myszewo (Duits: Groß Mausdorf) is een plaats in het Poolse district  Malborski, woiwodschap Pommeren. De plaats maakt deel uit van de gemeente Nowy Staw en telt 180 inwoners.

## Geschiedenis
Het dorp Groß Mausdorf is samen met het dorpje Klein Mausdorf omstreeks 1332 gesticht door Johann Mus, nadat de Elbinger Rath toestemming gaf om 73 stuks hoeven (oppervlaktemaat) van het nabij gelegen dorp Fürstenau af te staan.
Na de Tweede Wereldoorlog is de Duitse plaats Groß Mausdorf overgegaan naar Polen en hernoemd naar Myszewo.

## Godsdienst
De kerk in Myszewo stamt uit de tijd van de Duitse Orde. De kerk was evangelisch (protestant), hoewel in er in de oude kerkboeken ook mennonieten vermeld worden. Na de Tweede Wereldoorlog en met de verdrijving van de oorspronkelijke bewoners is de kerk katholiek geworden.
Dit gebied had regelmatig last van de rivieren die overstroomden; op de kerk staat daarom een gedenksteen waarbij de waterstand vermeld staat.